# Cléomène III
Pour les articles homonymes, voir Cléomène.
Cléomène III (en grec ancien : Κλεομένης) est un roi de Sparte de la dynastie des Agiades qui règne de 235 à 222 av. J.-C. Il succède à son père  Léonidas II et mène à partir de 229 la guerre dite cléoménique contre la Ligue achéenne. Battu à la bataille de Sellasie en 222, il se réfugie en Égypte jusqu'à sa mort en 219. Acquis à l'idée d'une réforme radicale de la société spartiate, il s'est efforcé de lui rendre sa grandeur passée en cherchant à restaurer le projet social et politique de Lycurgue.
Dans un premier temps, Cléomène cherche à obtenir des succès militaires face à la Ligue achéenne pour que, dans un deuxième temps, il puisse bénéficier d’un prestige suffisant afin de mettre à exécution ses réformes. De retour à Sparte après une expédition victorieuse en Arcadie, il réussit un coup d’État en 227 qui se conclut par des réformes radicales du système politique afin de restaurer la puissance spartiate. Fidèle à la constitution originelle de Lycurgue, Cléomène supprime l'éphorat, fait exécuter les éphores titulaires, avant d'annoncer la restauration des institutions traditionnelles spartiates comme les repas en commun ou l'éducation spartiate. Cléomène procède également à un partage des terres et à une abolition des dettes. Il confère la citoyenneté à 4 000 périèques, ce qui permet de renforcer les effectifs militaires qui s'étaient progressivement effondrés, et réorganise l'armée sur le modèle de la phalange macédonienne.
Contrairement à celui d'Agis IV, le règne de Cléomène III est marqué par la guerre de 229 à 222. Dans la première phase de cette guerre dite cléoménique, son armée fait subir défaite sur défaite à la Ligue achéenne dont le chef, Aratos, après la prise d'Argos puis de Corinthe par Cléomène, n'a d'autre solution que de se tourner vers la Macédoine. Afin de regagner de l’influence dans le Péloponnèse, Antigone III Doson répond favorablement à cette proposition. L'intervention de la Macédoine dans le conflit change la donne. Bien que soutenu par l'Égypte lagide de Ptolémée III Évergète, Cléomène est chassé d'Arcadie. La guerre se termine par la déroute spartiate à Sellasie en juillet 222. Cette défaite provoque le déclin irrémédiable de Sparte. Cléomène s'enfuit en Égypte où il est reçu par le souverain lagide, son ancien allié. Mais après avoir tenté de soulever le peuple alexandrin contre le jeune Ptolémée IV en 219, Cléomène est arrêté et contraint au suicide.

## Jeunesse et accession au trône
Cléomène naît vers 257 de l'union entre le roi de Sparte Léonidas II et de sa femme Cratésicleia. Son père appartient à la dynastie des Agiades, l'une des deux familles royales de Sparte. Aux alentours de 242, le roi Léonidas II, qui est un partisan de l'oligarchie, s'oppose à son confrère le roi eurypontide Agis IV, qui veut réformer Sparte et adjoindre des périèques et des hilotes au corps civique. À cause de son hostilité envers Agis, Léonidas doit s’exiler à Tégée. Le beau-frère de Cléomène, Cléombrote, qui était un partisan des réformes d’Agis, devient roi. Peu de temps après les réformes d'Agis, Cléombrote entreprend une campagne militaire loin des terres spartiates, ce qui permet à Léonidas de revenir au pouvoir. Léonidas dépose rapidement Cléombrote. Quant à Agis, il est exécuté sur l’ordre des éphores. 
Après l'exécution d'Agis, Cléomène qui est âgé d'environ dix-huit ans est forcé par son père Léonidas d'épouser Agiatis, la riche veuve d’Agis. Selon la légende, Cléomène chassait quand son père lui a envoyé un messager lui disant de retourner immédiatement à Sparte. Lorsque Cléomène fut sur place, il constata que la ville était décorée pour un mariage ; et lorsqu’il demanda à son père qui était en train de se marier, son père lui répliqua qu’il s’agissait de lui. Il semble que Cléomène fut quelque peu sceptique sur l’opportunité de ce mariage alors que c’est son propre père qui avait tué le précédent mari d’Agiatis. Cependant le mariage fonctionne et Agiatis se montre bonne et affectueuse, tout en confiant à Cléomène les desseins et les ambitions de son précédent mari.
Cléomène III monte sur le trône de Sparte en 235 après la mort de son père Léonidas II. Il s'oppose aux ambitions de la Ligue achéenne qui tente, sous le commandement d'Aratos de Sicyone, d’unifier politiquement le Péloponnèse. Dès la mort de Léonidas, Aratos met les Spartiates à l'épreuve en saccageant l'Arcadie. Selon Plutarque, Aratos s’autorise ces expéditions parce qu’il méprise Cléomène pour sa jeunesse et son inexpérience. 
Cléomène, quant à lui, est favorable à un conflit avec les Achéens afin de mettre en œuvre plus facilement ses réformes. Il estime que la restauration de la grandeur passée de Sparte doit se construire par le retour de son ancienne renommée militaire et de sa suprématie politique en Grèce.

## Première phase de la guerre cléoménique (229-227)

La guerre de Cléomène, de 229 à 222 av. J.-C.

La guerre débute avec la prise par Cléomène de plusieurs cités en Arcadie : Tégée, Mantinée, Caphyes et Orchomène. Les éphores demandent ensuite à Cléomène de s’emparer de l’Athénaion de Belbina. Cléomène prend cette position qui est une des portes de la Laconie et la fortifie. En représailles à cette action, Aratos tente de s'emparer par surprise, de nuit, de Tégée et Orchomène, mais se retire, après avoir constaté que ses partisans à l’intérieur de ces cités ne lui sont d’aucune aide. Après avoir appris l'entreprise manquée d'Aratos, Cléomène lui envoie un message en lui demandant le but de cette expédition. Ce dernier répond qu’il avait l’intention d'empêcher Cléomène de fortifier Belbina dans le cadre d’une initiative diplomatique. Cléomène répond ironiquement à cela en disant : « Je suis persuadé que tu dis vrai, mais les flambeaux et les échelles, apprends-nous, si cela ne t’ennuie pas, pourquoi ils te suivaient. »
Les éphores, satisfaits de la prise importante de la cité de Belbina par Cléomène, le rappellent à Sparte. Cependant, quand Aratos reprend la cité de Caphyes, les éphores envoient de nouveau Cléomène en expédition. Le Spartiate ravage le territoire d'Argos avec une armée de 5 000 hommes avant d'être confronté au nouveau stratège de la Ligue achéenne, Aristomachos. Bien que l'armée achéenne fût composée de 20 000 fantassins et de 1 000 cavaliers, Aratos dissuade le stratège de courir le risque du combat. Il aurait affirmé que 20 000 Achéens n'étaient pas de taille pour affronter 5 000 Spartiates. Selon Plutarque, Cléomène aurait immédiatement harangué ses soldats en citant le mot d'un des anciens rois : « les Spartiates ne s’inquiètent pas de savoir combien sont les ennemis, mais seulement où ils sont ».
Ce succès encourage Cléomène. Lorsqu’il apprend qu'Aratos est en train d’attaquer la cité d’Élis, alliée de Sparte, il se lance à l'offensive. L’armée spartiate tombe sur l’armée achéenne près du mont Lycée. Les Spartiates mettent en déroute l’armée adverse et font de nombreux prisonniers. Pourtant, peu après cette défaite, Aratos s'empare par surprise de la cité de Mantinée et y installe une garnison. Ce succès achéen mine la combativité des Spartiates qui commencent à s’opposer aux efforts de guerre demandés par Cléomène. 
En parallèle, Cléomène apprend la mort du roi eurypontide de Sparte, Eudamidas III, fils d'Agis IV. Il rappelle l’oncle d’Agis, Archidamos V, qui avait fui à Messène après l’exécution de son neveu, afin de monter sur le trône et de remplacer Eudamidas. Cependant, Archidamos est assassiné dès son retour à Sparte. Cléomène ne cherche pas à venger ce crime. Au contraire, il fait tout pour rassurer les éphores. Il se montre patient car il estime à juste titre que le moment de renverser ces derniers n'est pas encore venu.
En 227, Cléomène achète la complicité des éphores pour lui permettre de lancer une nouvelle expédition. Son armée envahit le territoire de Mégalopolis et met le siège devant la cité de Leuctres. Tandis que les Spartiates assiègent la ville, une armée achéenne placée sous le commandement d'Aratos les attaque. Les Spartiates sont d'abord repoussés. Cependant, Lysiadas de Mégalopolis, le commandant de cavalerie achéenne, désobéissant aux ordres d'Aratos, décide de poursuivre l'armée lacédémonienne. Engagée dans un terrain défavorable, la cavalerie achéenne est anéantie et Lysadias est tué. Cléomène lance alors une contre-attaque et remporte une victoire décisive sur les Achéens. Le cadavre de Lysiadas, revêtu d'une robe de pourpre et d'une couronne, est renvoyé par Cléomène aux Mégalopolitains.

## Le coup d'État de 227
Auréolé de ses succès, Cléomène s'estime désormais suffisamment fort pour réaliser un coup d’État à Sparte. Il exécute néanmoins son projet avec beaucoup de prudence. Prenant avec lui tous les citoyens qui pourraient s'opposer à lui, il les mène en expédition militaire contre plusieurs cités alliées de la Ligue achéenne. Selon Plutarque, il fatigue tellement les Lacédémoniens par ces longues marches qu'ils prient Cléomène de leur laisser prendre du repos en Arcadie. Le roi accepte leur demande et retourne à Sparte avec une troupe de mercenaires. Les soldats de Cléomène surprennent les éphores au moment du souper et exécutent quatre d'entre eux. Cléomène ordonne la proscription de quatre-vingt citoyens spartiates, supprime l'éphorat, fait retirer les sièges des éphores et n'en conserve qu'un seul, symbole de son pouvoir, sur lequel il décide de siéger. 
Après avoir convoqué l'assemblée du peuple, Cléomène justifie ses réformes par la nécessité de restaurer les institutions traditionnelles mises en place par Lycurgue. Le roi spartiate procède à un partage des terres, et donne l'exemple le premier en mettant en commun tout ce qu'il possède. Il est suivi par son beau-père, Mégistonous, par ses amis, puis par tous les citoyens. Toutes les terres sont partagées. Chaque citoyen spartiate reçoit un lot de terre, même les exilés, que le roi « promet de rappeler dès que la tranquillité sera assurée ».
La remise des dettes est passagèrement évoquée. Cléomène se contente d'annoncer à la fin de son discours qu'il « décharge les débiteurs du poids des créances ». Le roi restaure l'agogè, l'ancienne discipline spartiate, ainsi que l'institution traditionnelle des repas en commun. Il associe au pouvoir royal son frère Euclidas, de la dynastie des Agiades, et met sur pied un corps d'armée de 4 000 fantassins, recrutés parmi les périèques, qu'il forme sur le modèle de la phalange macédonienne.
Les réformes de Cléomène trouvent un écho favorable dans les masses urbaines mécontentes du IIIe siècle av. J.-C.. Dans les cités grecques, une population de plus en plus conséquente réclame le partage des terres et l'abolition des dettes. Cependant, le programme révolutionnaire du Spartiate sert avant tout son ambition personnelle. Il ne s'appuie pas sur les masses populaires qui désiraient ce genre de réformes et refuse d’exporter sa révolution. Cléomène n’est pas un véritable révolutionnaire, il ne cherche pas à changer la situation sociale dans le Péloponnèse mais seulement à réaffirmer la domination spartiate.

## Seconde phase de la guerre cléoménique (226-222)
Après son coup d’État, Cléomène n’est plus contraint de se soumettre aux ordres des éphores et prend seul l'initiative des opérations militaires. En 226, les citoyens de Mantinée demandent à Cléomène d'expulser les Achéens de la cité. Les Spartiates s'introduisent de nuit dans la citadelle et expulsent la garnison achéenne. L'armée de Cléomène marche ensuite sur Tégée puis pénètre en Achaïe, pour forcer les Achéens à livrer une bataille rangée. Cléomène avance jusqu'à Dymé avec son armée, où il rencontre l'armée achéenne. Cette dernière est mise en déroute et beaucoup d'Achéens sont tués ou faits prisonnier.
Les Achéens sont démoralisés par cette défaite. De plus, Aratos refuse de reprendre la tête de la Ligue achéenne. Des ambassadeurs sont alors envoyés à  Cléomène afin de négocier la paix. Le roi spartiate propose de prendre lui-même le commandement de la Ligue, et de libérer en échange les prisonniers achéens et les places fortes qu'il a conquises. Les pourparlers sont proches d'aboutir, mais Cléomène tombe subitement malade et est forcé de retourner à Sparte. Aratos tire profit de cet incident pour tisser une alliance contre Cléomène avec le roi de Macédoine Antigone III Doson. 
Tandis que Cléomène se rend à Argos pour rencontrer les Achéens, Aratos exige que le Spartiate remette d'abord 300 otages et entre seul dans la cité. Cléomène dénonce ce qu'il considère comme une injustice et déclare à nouveau la guerre aux Achéens. Ces derniers sont divisés. Les principaux citoyens voient d'un mauvais œil les compromissions d'Aratos avec les Macédoniens, tandis que le peuple espère voir Cléomène vaincre afin d'abolir les dettes et effectuer le partage des terres. Pendant ce temps, Cléomène envahit l'Achaïe et prend les cités de Pellene, Pheneus et Penteleium, scindant de fait la Ligue achéenne en deux. 
En 225, les Achéens se rendent à Argos pour y célébrer les jeux néméens. Cléomène profite de l'évènement pour s'approcher d'Argos avec une armée et s'emparer de nuit d'un quartier de la ville. Les habitants, terrifiés, capitulent. La cité reçoit une garnison spartiate et forme une alliance avec Sparte. La prise d'Argos par Cléomène a un grand retentissement dans toute la Grèce, et accroit la réputation du roi spartiate. Peu après la prise d'Argos, Cléones et Phlionte, deux cités d'Argolide, se rendent à Cléomène. Les cités de Hermione, Trézène et Épidaure se soumettent également peu après. 
Cléomène marche ensuite sur Corinthe et assiège la citadelle. Il envoie un messager à Aratos pour lui proposer de partager l'Acrocorinthe avec une garnison commune composée d'Achéens et de Lacédémoniens. Aratos se voit confronté au choix difficile de donner la cité à Antigone ou de la laisser tomber aux mains de Cléomène. Il choisit de conclure une alliance avec Antigone et envoie son fils comme otage en Macédoine. Il conseille aux Achéens de remettre la citadelle aux mains des Macédoniens. Cléomène envahit peu après le territoire de Sicyone et instaure un blocus de la cité. 
En 224, à l'appel de la Ligue achéenne, Antigone, accompagné d'une force de 20 000 fantassins et de 1 300 cavaliers, traverse l'île d'Eubée en direction du Péloponnèse. Dès que Cléomène apprend l'avancée des Macédoniens, il abandonne le siège de Sicyone et se retranche dans le passage situé entre l'Acrocorinthe et les monts Oniens. D'après Plutarque, Cléomène vise à « fatiguer les Macédoniens par des combats de poste, plutôt que de risquer une bataille contre une phalange très aguerrie ». Malgré une tentative pour percer la ligne défensive et atteindre Léchaion, les forces d'Antigone échouent et subissent des pertes. En parallèle, Aratos reçoit la visite de quelques amis Argiens. Les citoyens d'Argos seraient prêts à se révolter, car ils en veulent à Cléomène de n'avoir pas déclaré l'abolition des dettes. Antigone envoie 1 500 hommes sous le commandement d'Aratos par la mer jusqu'à Épidaure et qui, de là, marchent sur Argos. De son côté, Cléomène détache 2 000 hommes sous les ordres de son beau-père Mégistonous pour renforcer la garnison. Après être entré de force dans Argos, Mégistonous est tué et la garnison spartiate demande à Cléomène de lui envoyer à nouveau des secours. 
Le roi spartiate abandonne sa position de peur de se faire encercler et laisse Corinthe tomber aux mains d'Antigone. Cléomène marche sur Argos, force l'entrée de la ville, et fait sa jonction avec la garnison assiégée. Après avoir aperçu l'armée d'Antigone sur la plaine à l'extérieur de la ville, il se retire et ramène son armée, sans éprouver aucune perte, à Sparte. Cléomène perd la totalité de ses conquêtes et voit la plupart des cités du Péloponnèse se soumettre au roi de Macédoine. Sur le chemin du retour, il apprend également la mort de sa femme Agiatis.
Antigone prend Tégée, Orchomène et Mantinée. Entre 224 et 223, les deux armées n’accomplissent que des manœuvres secondaires tout en cherchant à éviter la bataille décisive. Cependant, en 223, Cléomène parvient à s’emparer par surprise de Mégalopolis et livre la cité au pillage. Ces succès sont de courte durée car les adversaires de Sparte possèdent une nette supériorité numérique et financière.

## Défaite à Sellasie et exil (222-219)
En 222, Antigone rappelle ses troupes de Macédoine et marche sur la Laconie. L'armée macédonienne comporte environ 30 000 hommes. De son côté, Cléomène dispose de 20 000 fantassins, composés d'hoplites spartiates et de périèques, et d'environ 650 cavaliers. Il a fortifié tous les accès de Laconie avec des barricades et des tranchées avant de partir avec son armée pour la passe de Sellasie, sur la frontière septentrionale. Deux collines, l'Évas et l'Olympos, dominent la passe de Sellasie. Cléomène place son frère, Euclidas, avec ses troupes alliées et les périèques sur l'Évas ; lui-même se place sur l'Olympos avec 6 000 hoplites spartiates et 5 000 mercenaires. Cléomène espère que sa position tactique supérieure compensera son infériorité numérique. Il a par ailleurs fait creuser un fossé et élever une palissade tout le long de sa ligne de front.
Quand Antigone atteint Sellasie avec son armée, il la trouve bien gardée et choisit de ne pas la prendre d'assaut. À la place, il établit son camp près de Sellasie et attend plusieurs jours. Incapable de forcer Cléomène à l'action, Antigone décide de risquer la bataille frontale. Les troupes de Philopœmen renversent la cavalerie spartiate et Euclidas, sur le flanc gauche, trouve la mort. Plutarque rapporte que, ayant aperçu son frère en grand danger, Cléomène aurait déclaré : « Tu es perdu, ô mon frère, tu es perdu ! Mais tu meurs au moins en homme de cœur : ta mort sera le plus bel exemple à proposer à nos jeunes Spartiates, et le plus digne sujet des chants de nos femmes. » Au centre, les Spartiates, dominés par les rangs plus nombreux de la phalange macédonienne, sont mis en déroute, tandis que Cléomène parvient à s'enfuir avec quelques hommes. La bataille est très coûteuse pour Sparte : sur 6 000 combattants spartiates, seuls 200 échappent à la mort. 
Antigone s'empare de Sparte qui, pour la première fois de son histoire, tombe aux mains de l'ennemi. Il fait restaurer l'ordre antérieur aux réformes de Cléomène et contraint Sparte à entrer dans la Ligue achéenne et dans la Ligue hellénique. Il ne se montre pas toutefois aussi dur que Cléomène l'a été vis-à-vis de Mégalopolis. Il doit d'ailleurs rentrer précipitamment en Macédoine pour défendre son royaume contre une invasion,.
Cléomène est contraint de quitter Sparte et trouve refuge à Alexandrie. Il se met sous la protection du roi lagide Ptolémée III, qui se lie d'amitié avec lui et promet de le renvoyer en Grèce avec des navires et des trésors. Cependant, quand Ptolémée III meurt, son fils et successeur Ptolémée IV se méfie de Cléomène et le place en résidence surveillée. Dans cette situation, le Spartiate abandonne tout espoir. Selon Polybe, il est désormais « animé de ce sentiment si ordinaire aux grands hommes, qu'il ne faut pas mourir d'une mort commune et sans gloire, mais après quelque action éclatante qui fasse parler de nous dans la postérité ». 
Avec la complicité d’amis, Cléomène s’échappe de sa résidence surveillée en 219 et incite à la révolte contre le roi d’Égypte. Comme il ne reçoit aucun soutien de la part de la population d’Alexandrie, il se donne la mort afin d'éviter de se rendre. Après cette révolte, Ptolémée ordonne que le corps de Cléomène soit enfermé dans un sac de cuir et pendu, et que ses enfants et sa mère, qui l’avaient suivi dans son exil, soient exécutés.

## Le restaurateur de la grandeur de Sparte

### Réorganisation de l'armée spartiate
Afin de reconstituer l'armée lacédémonienne et de pallier l'oliganthropie, ou manque d'hommes, à Sparte, Cléomène recourt à l'admission de nouveaux citoyens, l'anaplèrôsis. Il s'agit, en recrutant de nouveaux soldats, de compenser l'affaiblissement démographique causé par la faible natalité et les nombreuses pertes militaires. Le but de Cléomène est d'empêcher que « la Laconie, faute de défenseurs, ne devienne la proie des Étoliens et des Illyriens ». Reprenant les projets d'Agis, Cléomène donne la citoyenneté spartiate à 4 000 périèques afin de constituer un corps d'hoplites formés selon les méthodes macédoniennes. Plutarque rapporte que Cléomène les forme à « se servir, pour le combat, de sarisses à deux mains au lieu de javelines, et à porter le bouclier avec une anse, et non point attaché à une courroie ». 

### Rétablissement de l’agôgè
Pour faciliter l'intégration des nouveaux citoyens et faire naître un esprit de corps, Cléomène s'appuie sur l'ancienne discipline spartiate, l’agôgè. L’agôgè n’est pas une institution, mais une règle de conduite destinée à maintenir la concorde dans la cité lacédémonienne. En contraignant les citoyens aux mêmes exercices et à la même discipline, Cléomène cherche à en faire des semblables. Les repas en commun, par exemple, contribuent selon Geneviève Hoffmann à initier « les nouvelles recrues à l’art de la plaisanterie, de la raillerie, et de la brièveté, qui est le mode de communication préféré des Spartiates ». Les nouveaux citoyens sont soumis à un examen (dokimasia) pour sélectionner les meilleurs d'entre eux. 
Cléomène est assisté dans son œuvre par le philosophe stoïcien Sphéros de Borysthène, disciple de Zénon de Kition, qui joua un rôle considérable dans l'éducation du roi spartiate. Principal conseiller du roi, il l'accompagne également lors de son exil en Égypte. C'est lui qui rédige, après le coup d'État, le règlement des gymnases fréquentés par les nouveaux citoyens. Sous son influence, le programme politique de Cléomène est fortement imprégné d'idées politiques stoïciennes. 

### Abolition de l'éphorat
La suppression de l’éphorat est un événement majeur dans la Sparte traditionnelle, car malgré des attaques envers les titulaires de cette charge, elle n'avait jamais été abolie auparavant. Ainsi le pouvoir royal fut rehaussé par leur suppression mais aussi en raison du sort des gérontes dont beaucoup furent exilés et auxquels Cléomène imposa leur élection annuelle. Cette institution très puissante s’est ainsi affaiblie au profit de la royauté. D'après Pausanias, l'affaiblissement des gérontes se fait au profit de la création d'une nouvelle institution qui vient remplacer en quelque sorte celle-ci, celle des « patronomes ». 
Cléomène mentionne en 227 le caractère relativement récent de l’éphorat. Néanmoins, s’il veut montrer par là que celle-ci n’est pas l’œuvre de Lycurgue, il n’attribue pas clairement l’éphorie à Théopompe qui semble être son créateur. D'après Cléomène, les éphores furent créés afin de remplacer les rois pour rendre la justice pendant la guerre contre les Messéniens. D’après le discours de Cléomène, l’obligation faite aux rois de répondre au troisième appel qui leur est adressé pourrait avoir eu pour auteur Astéropos, qui aurait fortifié et étendu le pouvoir des éphores « de nombreuses générations » après l’établissement de l’éphorat, fixé par Cléomène au temps de la guerre de Messénie. On peut se demander si la venue des rois auprès des éphores seulement à leur troisième convocation était jusqu’à 227 une procédure habituelle. Le principe qui est énoncé par Cléomène semble empreint d’une nature au moins en partie religieuse car l’usage d’appels par trois fois se retrouve ailleurs dans les pratiques grecques, notamment dans le domaine religieux.

### Un modèle politique: Lycurgue
Pour justifier son coup d'État et la politique radicale qu'il met en œuvre, Cléomène invoque le père de la constitution spartiate : Lycurgue. Le nom de Lycurgue jouit d'un prestige considérable aux yeux des Spartiates. Il est invoqué aussi bien par les partisans des réformes que par leurs adversaires, qui s'abritent derrière le législateur pour résister aux innovations. Selon Geneviève Hoffmann, « citer le nom de Lycurgue, c’était faire référence à la concorde (eunomia) et à l’ordre (kosmos), fondements d’une patrie supérieurement heureuse ». L’emploi de la force et de la violence est aussi justifié par la mention de Lycurgue. Cléomène fait référence à un évènement de la vie du législateur, lors duquel celui-ci s'était rendu avec trente compagnons d'armes sur l'agora de Sparte, et aurait mis en fuite Charilaos. Ainsi, les actes de Lycurgue sont utilisés par Cléomène afin d'attester qu'il est assez difficile de changer de régime sans violence. 
Dans un discours, rapporté par Plutarque, que le Spartiate aurait déclamé au lendemain de l'exécution des éphores, Cléomène critique le pouvoir usurpé de l’éphorat, qui peut aller jusqu’à chasser des rois et à en tuer d’autres sans jugement. Pour Agis IV, les deux rois unis l’emportaient sur eux, tandis que pour Cléomène, les éphores ne sont que des rois subordonnés. En effet, étant donné que c’était une création royale par laquelle les rois ont délégué une partie de leur pouvoir, il leur revient à bon droit de pouvoir supprimer ces délégués. La principale justification apportée par celui-ci concernant la suppression de l’éphorat est qu’ils sont la cause de la perte de la constitution ancestrale de Lycurgue.
Malgré une mention excessive de Lycurgue par Cléomène, un des critères majeurs qui n’est pas rempli dans le règne de Cléomène est le principe de la collégialité royale, c'est-à-dire deux rois exerçant ensemble des pouvoirs militaires et religieux dont l’un représenterait la famille des Agiades et l’autre celle des Eurypontides. Le règne de Cléomène se présente comme étant la seule occasion où les Spartiates eurent simultanément deux rois de la même maison, celle des Agiades ; mais même s'il est fait mention de deux souverains, on sait que son frère Euclidas n'a pas joué un rôle et que Cléomène le désigna dans le but de pouvoir gouverner seul ; cette situation n'est pas inédite dans la Sparte de cette époque, du fait que la dualité royale n'était plus régulièrement respectée depuis longtemps.

## Postérité

### Historiographie

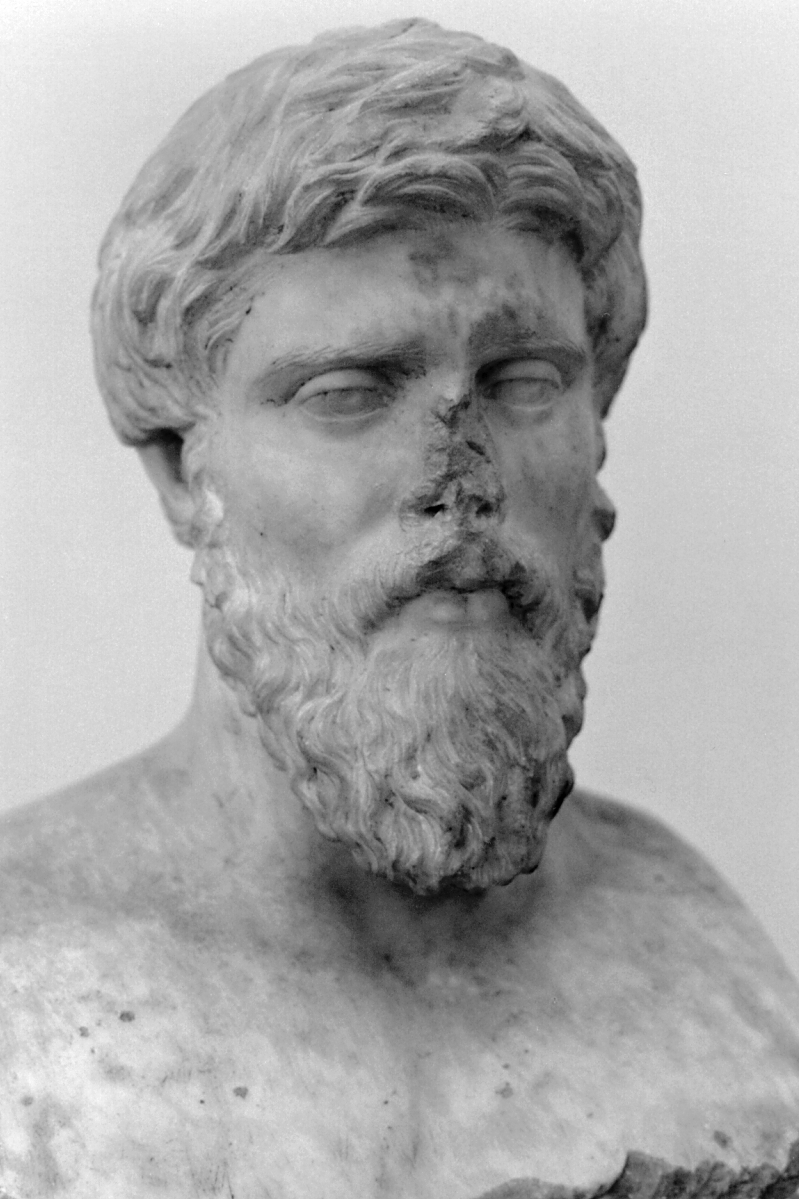
Buste supposé de Plutarque.

Plutarque a écrit sa biographie dans ses Vies parallèles en même temps que celle d'Agis IV. Les deux personnages sont mis en parallèle avec les Gracques. Plutarque est favorable à Cléomène même s'il utilise Phylarque comme source principale avec une certaine prudence. L'histoire de Cléomène est également connue par Polybe qui lui est pourtant hostile, bien qu'il reconnaisse en lui « l'étoffe d'un grand capitaine et d'un grand roi ». La source principale de Polybe sont les Mémoires d'Aratos de Sicyone.

### Influence contemporaine
On peut dire que les fascistes du XXe siècle ont été fascinés par l'idéal guerrier de Cléomène III ainsi que par sa capacité à régénérer un corps civique malade. Sa politique de violences, notamment celle de son coup d'État en 227, a pu servir de modèle à des acteurs politiques souhaitant s'emparer du pouvoir par la force. En revanche, les théoriciens et les acteurs politiques marxistes n'ont pas su intégrer Cléomène III dans leur corpus idéologique en raison de l'inexistence d'une universalité dans le cadre de sa politique de réformes sociales.
Dans la Vie de Cléomène (3), Plutarque dit : « Il est difficile de changer un régime sans violence et sans terreur ». Cela peut nous interroger sur l’expression « nécessité fait loi ». Lors de la Terreur, Robespierre défendit Sparte qui était pour lui un exemple de cette idée. Ayant lu Rousseau qui exaltait les lois de Lycurgue, Robespierre déclara à l’Assemblée en mai 1794 : « Sparte brille comme un éclair dans des ténèbres immenses ».

### Textes antiques
- Polybe, Histoires [détail des éditions] [lire en ligne].
- Plutarque, Vies parallèles [détail des éditions] [lire en ligne], Agis et Cléomène.

### Textes modernes
- Pierre Cabanes, Le monde hellénistique. De la mort d'Alexandre à la paix d'Apamée (323-188 av. J.-C.), Paris, Seuil, 1995.
- Jacqueline Christien et Françoise Ruzé, Sparte. Géographie, mythes et histoire, Paris, Armand Colin, 2017.
- Catherine Grandjean et alii, Le monde hellénistique, Paris, Armand Colin, 2017.
- Pierre Grimal, La civilisation hellénistique et la montée de Rome, Paris, Bordas, 1971.
- Edmond Lévy, Sparte : Histoire politique et sociale jusqu'à la conquête romaine, Paris, Seuil, coll. « Points », 2003, 364 p. (ISBN 2-02-032453-9).
- Jean Malye, La véritable histoire des héros spartiates, Paris, Les Belles Lettres, 2010.
- Claude Orrieux et Pauline Schmitt-Pantel, Histoire grecque, Paris, Presses universitaires de France, 2013.
- Claire Préaux, Le monde hellénistique. La Grèce et l'Orient (323-146 av. J.-C.), Paris, Presses universitaires de France, 1978.
- Nicolas Richer, Sparte : Cité des arts, des armes et des lois, Paris, Perrin, 2018, 477 p. (ISBN 978-2-262-03935-6).
- Édouard Will, Histoire politique du monde hellénistique. 323-30 av. J.-C., Paris, Seuil, 2003
- (en) William Smith, Dictionary of Greek and Roman Biography and Mythology : Cleomenes III, vol. I, p. 793-795, Boston, 1867 (lire en ligne)
- Jean Gouellain, L'Envers de Rome : les résistances à la mondialisation antique, t. 1:Princes et cités, Paris, Société des Écrivains, 2003, 24-92 p. (ISBN 978-2748012156)

### Articles
- Catherine Granjean, « Les deipna de Cléomène III de Sparte », Tables des hommes,‎ 2013.
- Geneviève Hoffmann, « Anaplèrôsis et agôgè au temps des rois Agis IV et Cléomène III », Dialogues d'histoire ancienne, vol. 11,‎ 2014 (lire en ligne).
- François Ollier, « Le philosophe stoïcien Sphairos et l'œuvre réformatrice des rois de Sparte Agis IV et Cleomène III », Revue des Études Grecques,‎ 1936 (lire en ligne)
- Maurice Sartre, « Les derniers feux », L'Histoire, no 446,‎ avril 2018.
- Emmanuel Voutiras, « Le cadavre et le serpent, ou l’héroïsation manquée de Cléomène de Sparte », Héros et héroïnes dans les mythes et les cultes grecs,‎ 2000.
- (en) Thomas W. Africa, « Stoics, Cynics, and the Spartan Revolution », International Review of Social History,‎ 1959 (lire en ligne).
- (en) Leonidas Konstantakos, « On Cleomenes and Sphaerus : How stoic was the Spartan king ? », Anais de filosofia clássica,‎ 2013 (lire en ligne)